# Dávid Zimonyi
Dávid Dávid (Kimle, 24 dicembre 1997) è un calciatore ungherese, attaccante del Vasas.

## Carriera
Cresciuto nei settori giovanili di Kimle KSE, squadra della sua città, e Mosonmagyaróvári, ha iniziato a giocare nelle serie minori del campionato ungherese con il Lipót. Nel 2020 firma per lo Zalaegerszeg, club militante nella prima divisione ungherese.

## Statistiche

### Presenze e reti nei club
Statistiche aggiornate al 24 settembre 2021.
| Stagione        | Squadra         | Campionato      | Campionato | Campionato | Coppe nazionali | Coppe nazionali | Coppe nazionali | Coppe continentali | Coppe continentali | Coppe continentali | Altre coppe | Altre coppe | Altre coppe | Totale | Totale |
| Stagione        | Squadra         | Comp            | Pres       | Reti       | Comp            | Pres            | Reti            | Comp               | Pres               | Reti               | Comp        | Pres        | Reti        | Pres   | Reti   |
| --------------- | --------------- | --------------- | ---------- | ---------- | --------------- | --------------- | --------------- | ------------------ | ------------------ | ------------------ | ----------- | ----------- | ----------- | ------ | ------ |
| 2020-2021       | Zalaegerszeg    | NB1             | 25         | 4          | CU              | 3               | 2               |                    | -                  | -                  |             | -           | -           | 28     | 6      |
| 2021-2022       | Zalaegerszeg    | NB1             | 3          | 0          | CU              | 0               | 0               |                    | -                  | -                  |             | -           | -           | 3      | 0      |
| Totale carriera | Totale carriera | Totale carriera | 28         | 4          |                 | 3               | 2               |                    | -                  | -                  |             | -           | -           | 31     | 6      |

## Palmarès

### Competizioni nazionali
- Nemzeti Bajnokság II: 1

Vasas: 2021-2022